# آلة افتراضية
الآلة الافتراضية (بالإنجليزية: virtual machine)‏

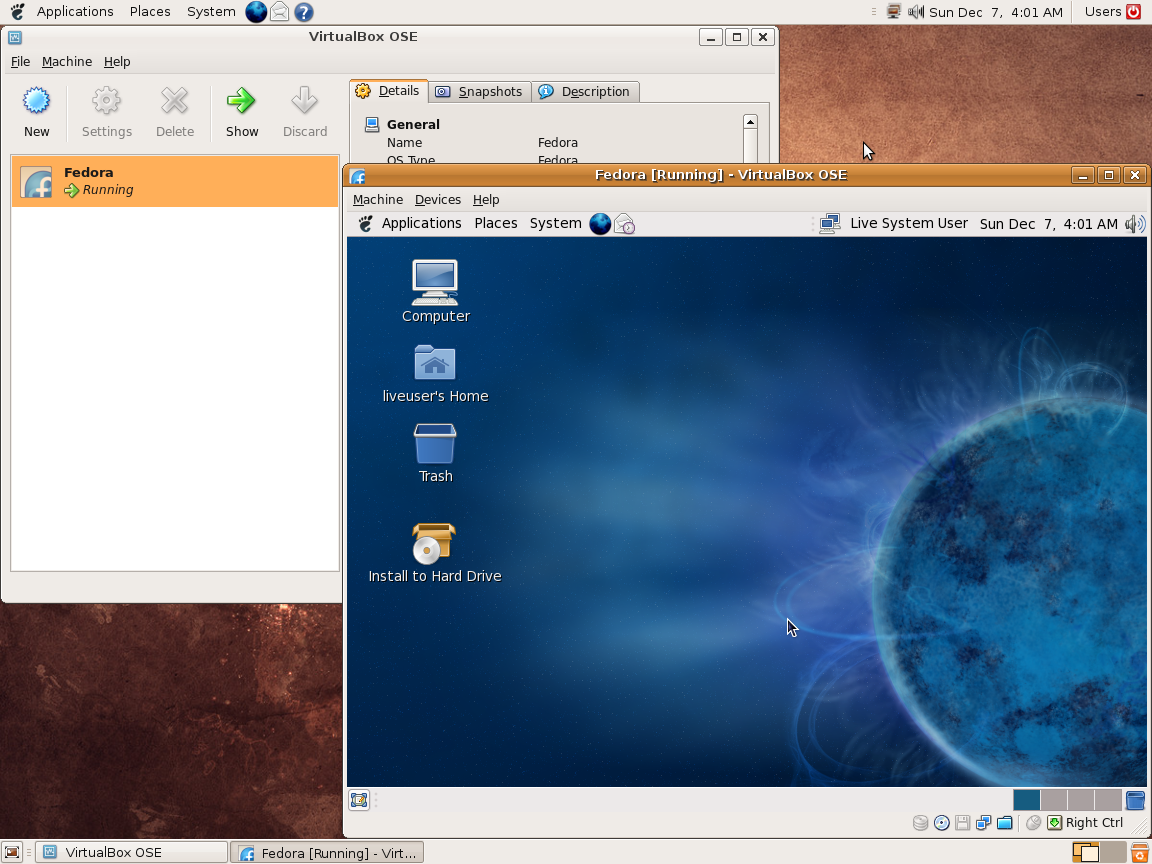
فيرشوال بوكس 2.0.4 يعمل على أوبونتو

في علوم الحاسب, يقصد بالآلة الافتراضية محاكاة نظام حاسوبي محدد, حيث يعمل هذا الجهاز الافتراضي أو الآلة الافتراضية بناء على البنية الحاسوبية وطريقة العمل المفترضة لهذا الجهاز الحاسوبي الذي تتم محاكاته, ويتحقق ذلك عادة من خلال عتاد حاسوبي أو برمجيات برنامج حاسوب مخصصة لهذا الغرض.
تقوم الآلة الافتراضية بخلق بيئة افتراضية تقع بين مستخدم الجهاز ومنصة التشغيل بحيث يستطيع المستخدم تشغيل البرامج المختلفة بدون الحاجة لوضع احتياجات كل منصة تشغيل في الحسبان. و يدعى البرنامج الحاسوبي المسؤول عن إدارة و تشغيل الآلات الافتراضية بمراقب الآلات الافتراضية.
أشهر الآلات الافتراضية الموجودة هي آلة جافا الافتراضية والتي تسمح بتشغيل البرامج المكتوبة بلغة جافا على مختلف نظم التشغيل والأجهزة مثل الحواسيب العادية والهواتف المحمولة.

## برمجيات افتراضية لتشغيل البرامج
- سي إل أي - للغات: سي شارب وفيجوال بيزك دوت نت وسي++/سي إل آي وجي شارب
- آلة دالفيك الافتراضية - جزء من أندرويد
- إرلانج
- آلة جافا الافتراضية - لجافا
- لوا
- أدوبي فلاش بلاير - إس دبليو إف
- آلة بيرل الافتراضية
- سي بايثون - بايثون
- آلة زيند - بي إتش بي

## برمجيات عتاد افتراضي
- ك.ف.م
- ويندوز فيرشوال بي سي
- أوراكل في إم
- VM (نظام تشغيل) من آي‌ بي‌ إم
- في إم وير
- فيرشوال بوكس

## برمجيات محاكاة افتراضية على مستوى نظام التشغيل
- أوبن في زي
- فريي في بي إس
- لينكس في سيرفر